# Eneco Tour 2016
De 12e editie van de Eneco Tour werd verreden tussen 19 en 25 september 2016 in Nederland en België en behoort tot de UCI World Tour 2016 wat betekende dat alle World Tour-ploegen startrecht/-plicht hebben. De Belg Tim Wellens was net als het voorgaande jaar titelverdediger. Deze editie werd gewonnen door Niki Terpstra.

## Parcours
In de editie van 2016 moesten er zeven etappes gereden worden. Drie etappes hadden start en finish in Nederland, vier in België. De eerste etappe liep van Bolsward naar Bolsward. De slotetappe van Bornem naar Geraardsbergen.

## Gouden Kilometer
Net zoals bij de introductie in de editie van 2015 was ook de zogenaamde Gouden Kilometer ("Eneco Golden KM") weer in de Eneco Tour opgenomen. De Eneco Tour is de enige World Tour-wedstrijd die gebruik maakt van dit concept. Rond 20 kilometer van de finish was er één kilometer met drie tussensprints. In iedere tussensprint was er één, twee of drie seconden te winnen. Het was dus mogelijk om binnen die kilometer maximaal negen bonificatiesecondes te sprokkelen.

## Deelnemende ploegen
| 18 UCI World Tour-ploegen | 18 UCI World Tour-ploegen | 18 UCI World Tour-ploegen | 4 wildcards                 |
| ------------------------- | ------------------------- | ------------------------- | --------------------------- |
| AG2R La Mondiale          | FDJ                       | LottoNL-Jumbo             | Roompot-Oranje Peloton      |
| Astana                    | Giant-Alpecin             | Movistar                  | Topsport Vlaanderen-Baloise |
| BMC Racing Team           | IAM Cycling               | Orica-BikeExchange        | Wanty-Groupe Gobert         |
| Cannondale                | Katjoesja                 | Team Sky                  | Cofidis                     |
| Dimension Data            | Lampre-Merida             | Tinkoff                   |                             |
| Etixx-Quick Step          | Lotto Soudal              | Trek-Segafredo            |                             |
|                           |                           |                           |                             |
|                           |                           |                           |                             |

## Etappe-overzicht
| Etappe | Datum        | Start          | Finish             | Afstand  | Type                | Winnaar              | Klassementsleider |
| ------ | ------------ | -------------- | ------------------ | -------- | ------------------- | -------------------- | ----------------- |
| 1e     | 19 september | Bolsward       | Bolsward           | 184,5 km | Vlakke rit          | Dylan Groenewegen    | Dylan Groenewegen |
| 2e     | 20 september | Breda          | Breda              | 9,6 km   | Individuele tijdrit | Rohan Dennis         | Rohan Dennis      |
| 3e     | 21 september | Blankenberge   | Ardooie            | 184,5 km | Vlakke rit          | Peter Sagan          | Rohan Dennis      |
| 4e     | 22 september | Aalter         | Sint-Pieters-Leeuw | 199 km   | Vlakke rit          | Peter Sagan          | Peter Sagan       |
| 5e     | 23 september | Sittard-Geleen | Sittard-Geleen     | 21 km    | Ploegentijdrit      | BMC Racing Team      | Rohan Dennis      |
| 6e     | 24 september | Riemst         | Lanaken            | 177,5 km | Heuvelrit           | Luka Pibernik        | Rohan Dennis      |
| 7e     | 25 september | Bornem         | Geraardsbergen     | 198 km   | Heuvelrit           | Edvald Boasson Hagen | Niki Terpstra     |

## Klassementenverloop
| Etappe | Algemeen klassement | Puntenklassement  | Strijdlustklassement | Ploegenklassement  |
| 1      | Dylan Groenewegen   | Dylan Groenewegen | Bert Van Lerberghe   | Team LottoNL-Jumbo |
| 2      | Rohan Dennis        | Peter Sagan       | Bert Van Lerberghe   | Team LottoNL-Jumbo |
| 3      | Rohan Dennis        | Peter Sagan       | Bert Van Lerberghe   | Team LottoNL-Jumbo |
| 4      | Peter Sagan         | Peter Sagan       | Bert Van Lerberghe   | Team LottoNL-Jumbo |
| 5      | Rohan Dennis        | Peter Sagan       | Bert Van Lerberghe   | BMC Racing Team    |
| 6      | Rohan Dennis        | Peter Sagan       | Bert Van Lerberghe   | BMC Racing Team    |
| 7      | Niki Terpstra       | Peter Sagan       | Bert Van Lerberghe   |                    |

## Eindklassementen
| Plaats     | Naam                 | Ploeg              | Tijd      |
| ---------- | -------------------- | ------------------ | --------- |
| Witte trui | Niki Terpstra        | Etixx-Quick Step   | 22u43'26" |
| 2          | Oliver Naesen        | IAM Cycling        | + 31"     |
| 3          | Peter Sagan          | Tinkoff            | + 1' 00"  |
| 4          | Jos van Emden        | Team LottoNL-Jumbo | + 1' 03"  |
| 5          | Greg Van Avermaet    | BMC Racing Team    | + 1' 02"  |
| 6          | Wilco Kelderman      | Team LottoNL-Jumbo | + 1' 11"  |
| 7          | Zdeněk Štybar        | Etixx-Quick Step   | + 1' 15"  |
| 8          | Ion Izagirre         | Movistar Team      | + 1' 19"  |
| 9          | Tom Dumoulin         | Team Giant-Alpecin | + 1' 22"  |
| 10         | Bob Jungels          | Etixx-Quick Step   | + 1' 31"  |
| 11         | Jasha Sütterlin      | Movistar Team      | + 1' 36"  |
| 12         | Edvald Boasson Hagen | Dimension Data     | + 1' 44"  |
| 13         | Gorka Izagirre       | Movistar Team      | + 1' 49"  |
| 14         | Taylor Phinney       | BMC Racing Team    | + 1' 53"  |
| 15         | Tony Martin          | Etixx-Quick Step   | + 2' 01"  |
| 16         | André Greipel        | Lotto Soudal       | + 2' 12"  |
| 17         | Dmitri Groezdev      | Astana Pro Team    | + 2' 17"  |
| 18         | Primož Roglič        | Team LottoNL-Jumbo | + 2' 25"  |
| 19         | Reto Hollenstein     | IAM Cycling        | + 2' 32"  |
| 20         | Arnaud Démare        | FDJ                | + 2' 39"  |

| Plaats    | Naam                 | Ploeg              | Punten |
| --------- | -------------------- | ------------------ | ------ |
| Rode trui | Peter Sagan          | Tinkoff            | 109    |
| 2         | Dylan Groenewegen    | Team LottoNL-Jumbo | 66     |
| 3         | Edvald Boasson Hagen | Dimension Data     | 61     |
|           |                      |                    |        |
| 14        | Oliver Naesen        | IAM Cycling        | 22     |

| Plaats      | Naam               | Ploeg                       | Punten |
| ----------- | ------------------ | --------------------------- | ------ |
| Groene trui | Bert Van Lerberghe | Topsport Vlaanderen-Baloise | 70     |
| 2           | Mark McNally       | Wanty-Groupe Gobert         | 59     |
| 3           | Brian van Goethem  | Roompot-Oranje Peloton      | 31     |